# 西蒙·阿希迪·阿舒
西蒙·阿希迪·阿舒（法語：Simon Achidi Achu；1934年11月5日—2021年5月4日）是喀麥隆的政治人物，曾經在1992年至1996年擔任喀麥隆總理。在此之前他則曾經於1972年至1975年期間擔任司法部部長，同時也是喀麥隆人民民主運動領導成員。在2003年時阿希迪·阿舒獲得委任成為國家投資公司主席，而在2013年時他當選成為喀麥隆參議院議員。